# Моргунов, Роман Александрович
Роман Александрович Моргунов (род. 4 июля 1982, Свердловск, РСФСР, СССР) — российский и болгарский профессиональный хоккеист и тренер.

## Биография
Родился 4 июля 1982 года в Свердловске.
Воспитанник екатеринбургского хоккея. В сезоне 2000/01 дебютировал во второй лиге России за новоуральский «Кедр». Сыграл 2 матча в чемпионате России 2000/01 за екатеринбургский «Динамо-Энергия».
В 2004 году присоединился к болгарской команде «Славия» из Софии. Провёл один сезон в клубе, после чего перешёл в клуб второй французской лиги «Лимож». Проведя кв клубе один сезон, вновь вернулся в «Славию», где выступал до 2012 года.
Выступал за сборную Болгарии на чемпионатах мира по хоккею с шайбой. Был помощником тренера молодёжной и юниорской сборной страны.